# 想像 (亞莉安娜·格蘭德歌曲)
《想像》（英語：Imagine）是美国歌手爱莉安娜·格兰德的歌曲，收录于她发行的第五张录音室专辑《謝謝, 下一位》（2019年），由爱莉安娜、安德鲁·万塞尔、内森·佩雷斯和普里西拉·雷纳共同创作，由波普·约翰以及哈皮·佩雷斯共同制作，发行于2018年12月14日，歌词中讲述了爱莉安娜拒绝失败的感情。

## 背景和发行
2018年12月11日，爱莉安娜在Instagram的限時動態中公開歌曲，為專輯發行展開倒數計時。一天後釋出試聽，並且發表了一則繁體漢字歌名的推文。歌曲以及官方歌詞版本音樂錄影帶於2018年12月14日同時上線，影片特色以冰川背景為故障效果。

## 作曲
歌曲由爱莉安娜、安德鲁·万塞尔、内森·佩雷斯和普里西拉·雷纳共同创作，由波普·约翰以及哈皮·佩雷斯共同制作。《想像》是一首以多个哨音为特点的“节奏曲风”歌曲。并且歌词中讲述了爱莉安娜拒绝失败的感情。

## 现场演唱
歌曲的首秀在2018年12月18日的节目《今夜秀》中播出。

## 製作人员
整理自Tidal.
- 爱莉安娜·格兰德 – 主唱，创作
- 安德鲁·“波普”·万塞尔（英语：Andrew Wansel） – 製作，创作，键盘，编程
- 内森·佩雷斯 – 製作，创作，吉他，键盘，编程
- 普里西拉·雷纳（英语：Priscilla Renea） – 创作
- 杰米·罗伯茨 – 创作
- 约翰·哈尼斯 – 混音工程
- 塞班·盖恩 – 混音

## 排行榜
| 排行榜（2018年）                   | 最高 排名 |
| ---------------------------------- | --------- |
| 澳大利亚（澳大利亚唱片业协会榜）   | 15        |
| 比利时佛兰德（Ultratip榜外單曲榜） | 26        |
| 比利时瓦隆（Ultratip榜外單曲榜）   | 24        |
| 60                                 |           |
| 爱尔兰（愛爾蘭唱片音樂協會）       | 4         |
| 意大利（意大利音乐产业联盟）       | 64        |
| 荷兰（百强单曲榜）                 | 32        |
| 新西兰（新西兰唱片音乐协会）       | 16        |
| 蘇格蘭（官方榜单公司單曲榜）       | 11        |
| 瑞典（瑞典最熱榜）                 | 53        |
| 瑞士（瑞士热门音乐榜）             | 35        |
| 英國（官方榜单公司單曲榜）         | 8         |

## 发行历程
| 区域 | 日期           | 形式              | 厂牌     | 参文         |
| ---- | -------------- | ----------------- | -------- | ------------ |
| 全球 | 2018年12月14日 | 數位下載 串流媒體 | Republic | [ 1 ] [ 22 ] |